# UEFA Women's Champions League 2015-2016
La UEFA Women's Champions League 2015-16 è stata la quindicesima edizione del campionato europeo femminile di calcio per club.
La finale si è giocata al Mapei Stadium di Reggio Emilia, in Italia, il 26 maggio 2016. L'Olympique Lione ha vinto il trofeo per la terza volta nella sua storia, battendo il Wolfsburg ai rigori.

## Formato
Hanno partecipato al torneo 2015-2016 un totale di 56 squadre provenienti da 47 diverse federazioni affiliate alla UEFA. Il coefficiente UEFA è stato utilizzato per determinare il numero di partecipanti per ogni federazione:
- Le federazioni alle posizioni di classifica dalla numero 1 alla numero 8 hanno avuto il diritto di iscrizione di due squadre alla fase di qualificazione.
- Tutte le altre federazioni hanno avuto la facoltà di iscrivere una sola squadra alla fase di qualificazione.
- La vincitrice dell'edizione 2014-15 acquisisce di diritto di iscrizione anche se nella stagione nazionale 2014-15 non è riuscita a qualificarsi per il torneo. Dato che l'1. FFC Francoforte aveva terminato la stagione di Frauen-Bundesliga 2014-2015 fuori dalle prime due posizioni, si è resa necessaria questa terza inclusione, così che la Federazione calcistica della Germania (DFB) ha potuto iscrivere per questa stagione tre squadre.

## Ranking
Per l'edizione 2015-16 della UEFA Women's Champions League, alle squadre sono stati assegnati i posti in base al loro coefficiente all'anno 2014, il quale tiene conto delle loro prestazioni in competizioni europee dalla stagione 2009-10 a quella 2013-14.
Grazie alle prestazioni sportive ottenute in campo internazionale negli ultimi anni, la Spagna ha superato la Repubblica Ceca nella classifica del coefficiente UEFA assicurandosi così una seconda squadra partecipante.
| Pos. | Federazione     | Coeff. | Sq. |
| ---- | --------------- | ------ | --- |
| 1    | Germania        | 91,666 | 2+1 |
| 2    | Francia         | 78,500 | 2   |
| 3    | Svezia          | 61,500 | 2   |
| 4    | Inghilterra     | 58,500 | 2   |
| 5    | Russia          | 47,000 | 2   |
| 6    | Italia          | 39,500 | 2   |
| 7    | Spagna          | 35,000 | 2   |
| 8    | Danimarca       | 35,000 | 2   |
| 9    | Repubblica Ceca | 34,000 | 1   |
| 10   | Austria         | 31,500 | 1   |
| 11   | Norvegia        | 30,000 | 1   |
| 12   | Scozia          | 22,000 | 1   |
| 13   | Svizzera        | 20,000 | 1   |
| 14   | Belgio          | 19,000 | 1   |
| 15   | Kazakistan      | 19,000 | 1   |
| 16   | Polonia         | 18,500 | 1   |
| 17   | Paesi Bassi     | 18,000 | 1   |
| 18   | Islanda         | 17,000 | 1   |

| Pos. | Federazione          | Coeff. | Sq. |
| ---- | -------------------- | ------ | --- |
| 19   | Cipro                | 16,000 | 1   |
| 20   | Serbia               | 15,000 | 1   |
| 21   | Finlandia            | 15,000 | 1   |
| 22   | Ungheria             | 14,500 | 1   |
| 23   | Romania              | 14,000 | 1   |
| 24   | Bielorussia          | 12,500 | 1   |
| 25   | Grecia               | 12,500 | 1   |
| 26   | Ucraina              | 12,000 | 1   |
| 27   | Turchia              | 10,000 | 1   |
| 28   | Bosnia ed Erzegovina | 10,000 | 1   |
| 29   | Portogallo           | 8,500  | 1   |
| 30   | Slovacchia           | 8,000  | 1   |
| 31   | Israele              | 8,000  | 1   |
| 32   | Irlanda              | 8,000  | 1   |
| 33   | Slovenia             | 7,500  | 1   |
| 34   | Bulgaria             | 7,500  | 1   |
| 35   | Estonia              | 5,000  | 1   |
| 36   | Croazia              | 5,000  | 1   |

| Pos. | Federazione      | Coeff. | Sq.  |
| ---- | ---------------- | ------ | ---- |
| 37   | Fær Øer          | 5,000  | 1    |
| 38   | Lituania         | 4,000  | 1    |
| 39   | Macedonia        | 3,000  | 1    |
| 40   | Galles           | 3,000  | 1    |
| 41   | Irlanda del Nord | 2,000  | 1    |
| 42   | Montenegro       | 1,000  | 1    |
| 43   | Moldavia         | 0,500  | 1    |
| 44   | Lussemburgo      | 0,000  | 1    |
| 45   | Georgia          | 0,000  | (NI) |
| 46   | Lettonia         | 0,000  | 1    |
| 47   | Malta            | 0,000  | 1    |
| 48   | Albania          | 0,000  | 1    |
| (NP) | Andorra          | 0,000  | (NI) |
| (NP) | Armenia          | 0,000  | (NI) |
| (NP) | Azerbaigian      | 0,000  | (NI) |
| (NP) | Gibilterra       | 0,000  | (NI) |
| (NP) | Liechtenstein    | 0,000  | (NI) |
| (NP) | San Marino       | 0,000  | (NI) |

Legenda:
- (NI) - Non partecipa
- (NP) - Nessuna posizione (l'associazione non ha partecipato alle cinque stagioni utilizzate per il calcolo dei coefficienti)

## Squadre partecipanti
Diversamente da quanto avvenga per la Champions League, non tutte le federazioni sono rappresentate almeno con una squadra, così che non è possibile determinare il numero esatto di partecipanti in ogni fase del torneo fino a che non viene conosciuta la lista delle vincitrici di ogni campionato nazionale. Per questa edizione la squadra detentrice del titolo, le prime due classificate nei campionati nazionali per le federazioni nelle posizioni da 1 a 8 e la vincitrice del campionato di primo livello delle federazioni dalla 9 alla 15 entrano nella competizione dai sedicesimi di finale, le rimanenti nell'iniziale fase di qualificazione.
La seguente lista contiene le squadre qualificate per il torneo e che potrebbero competere per l'edizione in corso. Con DT si è indicata la detentrice del titolo, con CN la squadra campione nazionale, con 2ª la seconda classificata, con Ned 1 e Bel 1 la squadra olandese e la squadra belga meglio classificate nella BeNe League, il campionato di calcio femminile unito di Belgio e Paesi Bassi. la squadra campione di Gibilterra è considerata non ammissibile, in quanto nella stagione 2014-15 del campionato gibilterrino femminile di calcio si è giocato con squadre composte di sole nove atlete. Dopo alcuni anni di pausa la Federazione calcistica della Georgia è riuscita a organizzare per il 2014 un campionato nazionale. Per la prima volta in 12 anni la squadra austriaca del Neulengbach viene esclusa dalla fase di qualificazione. Il Lussemburgo riesce a iscrivere una squadra al torneo per la prima volta dalla stagione 2011-12. La squadra faroese KÍ Klaksvík continua ad essere quella che ha partecipato a tutte le edizioni.
| Sedicesimi di finale      | Sedicesimi di finale       | Sedicesimi di finale      | Sedicesimi di finale      |
| ------------------------- | -------------------------- | ------------------------- | ------------------------- |
| 1. FFC Francoforte (DT)   | Bayern Monaco (CN)         | Wolfsburg (2ª)            | Olympique Lione (CN)      |
| Paris Saint-Germain (2ª)  | Rosengård (CN)             | KIF Örebro (2ª)           | Liverpool (CN)            |
| Chelsea (2ª)              | Zvezda 2005 Perm' (CN)     | Zorkij Krasnogorsk (2ª)   | AGSM Verona (CN)          |
| Brescia (2ª)              | Barcellona (CN)            | Atlético Madrid (2ª)      | Brøndby (CN)              |
| Fortuna Hjørring (2ª)     | Slavia Praga (CN)          | St. Pölten-Spratzern (CN) | LSK Kvinner FK (CN)       |
| Glasgow City (CN)         | Zurigo (CN)                | Standard Liegi (Bel 1)    | BIIK Kazygurt (CN)        |
| Fase di qualificazione    |                            |                           |                           |
| Medyk Konin (CN)          | Twente (Ned 1)             | Stjarnan (CN)             | Apollōn Lemesou (CN)      |
| PK-35 Vantaa (CN)         | Ferencváros (CN)           | Spartak Subotica (CN)     | Olimpia Cluj (CN)         |
| Minsk (CN)                | Žytlobud-1 Charkiv (CN)    | PAOK Salonicco (CN)       | Konak (CN)                |
| SFK 2000 (CN)             | Benfica (CN)               | Union Nové Zámky (CN)     | ASA Tel Aviv (CN)         |
| Wexford Youths (CN)       | Pomurje (CN)               | NSA Sofia (CN)            | Pärnu (CN)                |
| Osijek (CN)               | KÍ Klaksvík (CN)           | Gintra Universitetas (CN) | Dragon 2014 (CN)          |
| Cardiff Metropolitan (CN) | Glentoran Belfast Utd (CN) | Ekonomist (CN)            | Noroc Nimoreni (CN)       |
| Hibernians (CN)           | Rīgas FS (CN)              | Vllaznia (CN)             | Jeunesse Junglinster (CN) |

## Turni e sorteggi
L'UEFA ha fissato il calendario della competizione e gli abbinamenti che saranno necessari nello svolgersi del torneo nella sua sede di Nyon, Svizzera. Contrariamente alle stagioni precedenti, il sorteggio per il turno dei sedicesimi e degli ottavi di finale sono separati con gli abbinamenti ai sedicesimi già determinati alla prima estrazione.
| Turno          | Sorteggio        | Andata                                                               | Ritorno                                                              |
| -------------- | ---------------- | -------------------------------------------------------------------- | -------------------------------------------------------------------- |
| Qualificazioni | 25 giugno 2015   | 11-13-16 agosto 2015                                                 | 11-13-16 agosto 2015                                                 |
| Sedicesimi     | 20 agosto 2015   | 7-8 ottobre 2015                                                     | 14-15 ottobre 2015                                                   |
| Ottavi         | 19 ottobre 2015  | 11-12 novembre 2015                                                  | 18-19 novembre 2015                                                  |
| Quarti         | 27 novembre 2015 | 23-24 marzo 2016                                                     | 30-31 marzo 2016                                                     |
| Semifinali     | 27 novembre 2015 | 23-24 aprile 2016                                                    | 30 aprile-1 maggio 2016                                              |
| Finale         | 27 novembre 2015 | 26 maggio 2016 al Mapei Stadium - Città del Tricolore, Reggio Emilia | 26 maggio 2016 al Mapei Stadium - Città del Tricolore, Reggio Emilia |

## Qualificazioni

### Partecipanti al turno preliminare
Il sorteggio per il turno di qualificazione si è tenuto il 25 giugno 2015. Le 32 squadre che partecipano ai preliminari vengono divise in quattro fasce da otto per il sorteggio in base al coefficiente UEFA del club, il quale tiene conto delle prestazioni nelle competizioni europee dalla stagione 2010–11 alla 2014–15 più il 33% del valore del coefficiente assegnato alla federazione nello stesso intervallo di tempo.
In ogni gruppo, le squadre giocano una contro l'altra in un mini-torneo all'italiana con le teste di serie preselezionate. Le otto vincitrici dei gironi acquisiscono il diritto di accedere ai sedicesimi di finale. Le partite si sono svolte nei giorni 11, 13 e 16 agosto 2015.
In caso di parità di punti tra due o più squadre di uno stesso gruppo, le posizioni in classifica verranno determinate prendendo in considerazione, nell'ordine, i seguenti criteri:
1. maggiore numero di punti negli scontri diretti tra le squadre interessate (classifica avulsa);
2. migliore differenza reti negli scontri diretti tra le squadre interessate (classifica avulsa);
3. maggiore numero di reti segnate negli scontri diretti tra le squadre interessate (classifica avulsa);
4. se, dopo aver applicato i criteri dall'1 al 3, ci sono squadre ancora in parità di punti, i criteri dall'1 al 3 si riapplicano alle sole squadre in questione. Se continua a persistere la parità, si procede con i criteri dal 5 al 9;
5. migliore differenza reti;
6. maggiore numero di reti segnate;
7. calci di rigore se le due squadre sono a parità di punti al termine dell'ultima giornata;
8. classifica del fair play;
9. posizione nel ranking UEFA.

N.B. Nella dicitura dei gironi viene indicata in corsivo la squadra ospitante.

### Gruppo 1
| Squadra  | Pt | G | V | N | P | GF | GS | DR  |
| -------- | -- | - | - | - | - | -- | -- | --- |
| Minsk    | 9  | 3 | 3 | 0 | 0 | 16 | 1  | +15 |
| SFK 2000 | 6  | 3 | 2 | 0 | 1 | 8  | 4  | +4  |
| Konak    | 3  | 3 | 1 | 0 | 2 | 7  | 14 | -7  |
| Vllaznia | 0  | 3 | 0 | 0 | 3 | 1  | 13 | -12 |

|                  | KON   | MIN    | SFK   | VLL   |
| ---------------- | ----- | ------ | ----- | ----- |
| Konak Belediyesi |       | 1 – 10 |       | 5 - 1 |
| Minsk            |       |        | 3 – 0 |       |
| SFK 2000         | 3 – 1 |        |       | 5 – 0 |
| Vllaznia         |       | 0 – 3  |       |       |

Fonte: Sito UEFA Gruppo 1

### Gruppo 2
| Squadra               | Pt | G | V | N | P | GF | GS | DR  |
| --------------------- | -- | - | - | - | - | -- | -- | --- |
| PAOK Salonicco        | 9  | 3 | 3 | 0 | 0 | 18 | 0  | +18 |
| NSA Sofia             | 6  | 3 | 2 | 0 | 1 | 8  | 5  | +3  |
| Glentoran Belfast Utd | 3  | 3 | 1 | 0 | 2 | 3  | 6  | -3  |
| Dragon 2014           | 0  | 3 | 0 | 0 | 3 | 0  | 18 | -18 |

|                          | DRA    | GBU   | NSA   | PAOK  |
| ------------------------ | ------ | ----- | ----- | ----- |
| Dragon 2014              |        | 0 – 2 |       |       |
| Glentoran Belfast United |        |       | 1 – 2 |       |
| NSA Sofia                | 6 – 0  |       |       | 0 – 4 |
| PAOK Salonicco           | 10 – 0 | 4 - 0 |       |       |

Fonte: Sito UEFA Gruppo 2

### Gruppo 3
| Squadra         | Pt | G | V | N | P | GF | GS | DR  |
| --------------- | -- | - | - | - | - | -- | -- | --- |
| Stjarnan        | 9  | 3 | 3 | 0 | 0 | 11 | 0  | +11 |
| Apollōn Lemesou | 6  | 3 | 2 | 0 | 1 | 10 | 2  | +8  |
| KÍ Klaksvík     | 1  | 3 | 0 | 1 | 2 | 3  | 9  | -6  |
| Hibernians      | 1  | 3 | 0 | 1 | 2 | 3  | 16 | -13 |

|                  | APO   | HIB   | KLA   | STJ   |
| ---------------- | ----- | ----- | ----- | ----- |
| Apollon Limassol |       | 8 – 0 | 2 - 0 |       |
| Hibernians       |       |       | 3 – 3 |       |
| KÍ Klaksvík      |       |       |       | 0 – 4 |
| Stjarnan         | 2 – 0 | 5 - 0 |       |       |

Fonte: Sito UEFA Gruppo 3

### Gruppo 4
| Squadra              | Pt | G | V | N | P | GF | GS | DR  |
| -------------------- | -- | - | - | - | - | -- | -- | --- |
| Twente               | 9  | 3 | 3 | 0 | 0 | 19 | 0  | +19 |
| Ferencváros          | 6  | 3 | 2 | 0 | 1 | 13 | 3  | +10 |
| ASA Tel Aviv         | 3  | 3 | 1 | 0 | 2 | 6  | 10 | -4  |
| Jeunesse Junglinster | 0  | 3 | 0 | 0 | 3 | 1  | 26 | -25 |

|                      | ASA   | FER    | JEU    | TWE   |
| -------------------- | ----- | ------ | ------ | ----- |
| ASA Tel Aviv         |       |        | 5 - 1  | 0 - 7 |
| Ferencváros          | 2 - 1 |        |        |       |
| Jeunesse Junglinster |       | 0 - 11 |        |       |
| Twente               |       | 2 - 0  | 10 - 0 |       |

Fonte: Sito UEFA Gruppo 4

### Gruppo 5
| Squadra      | Pt | G | V | N | P | GF | GS | DR  |
| ------------ | -- | - | - | - | - | -- | -- | --- |
| Olimpia Cluj | 9  | 3 | 3 | 0 | 0 | 12 | 1  | +11 |
| Pomurje      | 6  | 3 | 2 | 0 | 1 | 6  | 3  | +3  |
| Pärnu        | 3  | 3 | 1 | 0 | 2 | 3  | 7  | -4  |
| Ekonomist    | 0  | 3 | 0 | 0 | 3 | 2  | 12 | -10 |

|              | EKO   | OLI   | PÄR   | POM   |
| ------------ | ----- | ----- | ----- | ----- |
| Ekonomist    |       |       | 1 - 2 |       |
| Olimpia Cluj | 6 - 1 |       | 4 - 0 |       |
| Pärnu        |       |       |       | 1 - 2 |
| Pomurje      | 4 - 0 | 0 - 2 |       |       |

Fonte: Sito UEFA Gruppo 5

### Gruppo 6
| Squadra          | Pt | G | V | N | P | GF | GS | DR  |
| ---------------- | -- | - | - | - | - | -- | -- | --- |
| Spartak Subotica | 9  | 3 | 3 | 0 | 0 | 9  | 2  | +7  |
| Benfica          | 6  | 3 | 2 | 0 | 1 | 7  | 2  | +5  |
| Osijek           | 3  | 3 | 1 | 0 | 2 | 4  | 6  | -2  |
| Noroc Nimoreni   | 0  | 3 | 0 | 0 | 3 | 1  | 11 | -10 |

|                  | BEN   | NOR   | OSI   | SPA   |
| ---------------- | ----- | ----- | ----- | ----- |
| Benfica          |       |       | 3 - 0 |       |
| Noroc Nimoreni   | 0 - 3 |       |       |       |
| Osijek           |       | 4 - 0 |       | 0 - 3 |
| Spartak Subotica | 2 - 1 | 4 - 1 |       |       |

Fonte: Sito UEFA Gruppo 6

### Gruppo 7
| Squadra              | Pt | G | V | N | P | GF | GS | DR  |
| -------------------- | -- | - | - | - | - | -- | -- | --- |
| Medyk Konin          | 9  | 3 | 3 | 0 | 0 | 15 | 0  | +15 |
| Wexford Youths       | 6  | 3 | 2 | 0 | 1 | 6  | 7  | -1  |
| Gintra Universitetas | 3  | 3 | 1 | 0 | 2 | 5  | 6  | -1  |
| Cardiff Metropolitan | 0  | 3 | 0 | 0 | 3 | 2  | 15 | -13 |

|                      | CAR   | GIN   | MED   | WEX   |
| -------------------- | ----- | ----- | ----- | ----- |
| Cardiff Metropolitan |       |       |       | 1 - 5 |
| Gintra Universitetas | 5 - 1 |       |       | 0 - 1 |
| Medyk Konin          | 5 - 0 | 4 - 0 |       |       |
| Wexford Youths       |       |       | 0 - 6 |       |

Fonte: Sito UEFA Gruppo 7

### Gruppo 8
| Squadra            | Pt | G | V | N | P | GF | GS | DR  |
| ------------------ | -- | - | - | - | - | -- | -- | --- |
| PK-35 Vantaa       | 9  | 3 | 3 | 0 | 0 | 20 | 1  | +19 |
| Žytlobud-1 Charkiv | 6  | 3 | 2 | 0 | 1 | 10 | 3  | +7  |
| Rīgas FS           | 3  | 3 | 1 | 0 | 2 | 4  | 15 | -11 |
| Union Nové Zámky   | 0  | 3 | 0 | 0 | 3 | 2  | 17 | -15 |

|                    | NOV   | PKV   | RĪG   | ŽYT   |
| ------------------ | ----- | ----- | ----- | ----- |
| Nové Zámky         |       |       |       | 0 - 5 |
| PK-35 Vantaa       | 9 - 0 |       | 9 - 0 |       |
| Rīgas FS           | 3 - 2 |       |       |       |
| Žytlobud-1 Charkiv |       | 1 - 2 | 4 - 1 |       |

Fonte: Sito UEFA Gruppo 8

## Fase a eliminazione diretta
Alla fase a eliminazione diretta partecipano 32 squadre, di cui 24 squadre qualificate direttamente ai sedicesimi e le 8 squadre che hanno vinto il proprio girone nel turno preliminare. Le fasce per il sorteggio vengono composte in base al coefficiente UEFA dei club. Nei sedicesimi e negli ottavi di finale non possono essere accoppiate squadre dello stesso Paese. In questa fase le squadre si affrontano in partite di andata e ritorno, eccetto che nella finale.
Teste di serie:
- 1. FFC Francoforte (72,860) (DT)
- Olympique Lione (115,080)
- Wolfsburg (97,680)
- Rosengård (69,295)
- Paris Saint-Germain (59,080)
- Brøndby (52,870)
- Fortuna Hjørring (50,870)
- Glasgow City (38,570)
- Zvezda 2005 Perm' (37,520)
- Barcelona (36,530)
- Zurigo (32,910)
- Bayern Monaco (31,680)
- Zorkij Krasnogorsk (29,520)
- Liverpool (24,140)
- AGSM Verona (20,550)
- KIF Örebro (20,295)

Non teste di serie:
- Standard Liegi (19,610)
- Chelsea (19,140)
- Olimpia Cluj (17,620)
- Spartak Subotica (15,620)
- St. Pölten-Spratzern (14,725)
- Twente (14,610)
- Brescia (14,550)
- Slavia Praga (13,560)
- Atlético Madrid (13,530)
- PK-35 Vantaa (13,290)
- PAOK Salonicco (12,965)
- BIIK Kazygurt (12,940)
- Stjarnan (12,610)
- LSK Kvinner FK (12,075)
- Medyk Konin (11,105)
- Minsk (5,130)

### Sedicesimi di finale
Il sorteggio degli accoppiamenti per i sedicesimi di finale si è tenuto a Nyon il 20 agosto 2015. L'andata si disputa il 7 e l'8 ottobre 2015, mentre il ritorno si disputa il 14 e il 15 ottobre 2015.
| Squadra 1            | Totale         | Squadra 2           | Andata | Ritorno     |
| -------------------- | -------------- | ------------------- | ------ | ----------- |
| BIIK Kazygurt        | 2 - 5          | Barcellona          | 1 - 1  | 1 - 4       |
| Medyk Konin          | 0 - 9          | Olympique Lione     | 0 - 6  | 0 - 3       |
| Olimpia Cluj         | 0 - 15         | Paris Saint-Germain | 0 - 6  | 0 - 9       |
| Slavia Praga         | 4 - 2          | Brøndby             | 4 - 1  | 0 - 1       |
| Standard Liegi       | 0 - 8          | 1. FFC Francoforte  | 0 - 2  | 0 - 6       |
| PAOK Salonicco       | 0 - 8          | KIF Örebro          | 0 - 3  | 0 - 5       |
| Twente               | 3 - 3 (g.f.c.) | Bayern Monaco       | 1 - 1  | 2 - 2       |
| Atlético Madrid      | 3 - 2          | Zorkij Krasnogorsk  | 0 - 2  | 3 - 0       |
| St. Pölten-Spratzern | 6 - 7          | AGSM Verona         | 4 - 5  | 2 - 2       |
| Stjarnan             | 2 - 6          | Zvezda 2005 Perm'   | 1 - 3  | 1 - 3       |
| LSK Kvinner FK       | 2 - 1          | Zurigo              | 1 - 0  | 1 - 1 (dts) |
| Chelsea              | 4 - 0          | Glasgow City        | 1 - 0  | 3 - 0       |
| PK-35 Vantaa         | 0 - 9          | Rosengård           | 0 - 2  | 0 - 7       |
| Minsk                | 0 - 6          | Fortuna Hjørring    | 0 - 2  | 0 - 4       |
| Spartak Subotica     | 0 - 4          | Wolfsburg           | 0 - 0  | 0 - 4       |
| Brescia              | 2 - 0          | Liverpool           | 1 - 0  | 1 - 0       |

### Ottavi di finale
Il sorteggio degli accoppiamenti per gli ottavi di finale si è tenuto a Nyon il 19 ottobre 2015. Le partite di andata si sono disputate l'11 e il 12 novembre 2015, quelle di ritorno il 18 e il 19 novembre 2015.
| Squadra 1       | Totale             | Squadra 2           | Andata | Ritorno |
| --------------- | ------------------ | ------------------- | ------ | ------- |
| Twente          | 0 - 2              | Barcellona          | 0 - 1  | 0 - 1   |
| Brescia         | 2 - 1              | Fortuna Hjørring    | 1 - 0  | 1 - 1   |
| Atlético Madrid | 1 - 9              | Olympique Lione     | 1 - 3  | 0 - 6   |
| Slavia Praga    | 2 - 1              | Zvezda 2005 Perm'   | 2 - 1  | 0 - 0   |
| Chelsea         | 1 - 4              | Wolfsburg           | 1 - 2  | 0 - 2   |
| KIF Örebro      | 1 - 1 (g.f.c.)     | Paris Saint-Germain | 1 - 1  | 0 - 0   |
| AGSM Verona     | 2 - 8              | Rosengård           | 1 - 3  | 1 - 5   |
| LSK Kvinner FK  | 2 - 2 (4–5 d.t.r.) | 1. FFC Francoforte  | 0 - 2  | 2 - 0   |

### Quarti di finale
Il sorteggio degli accoppiamenti per i quarti di finale e per le semifinali si è svolto a Nyon il 27 novembre 2015. L'andata si è disputata il 23 marzo 2016, mentre il ritorno si è disputato il 30 marzo 2016.
| Squadra 1       | Totale             | Squadra 2           | Andata | Ritorno     |
| --------------- | ------------------ | ------------------- | ------ | ----------- |
| Wolfsburg       | 6 - 0              | Brescia             | 3 - 0  | 3 - 0       |
| Rosengård       | 1 - 1 (4-5 d.t.r.) | 1. FFC Francoforte  | 0 - 1  | 1 - 0 (dts) |
| Olympique Lione | 9 - 1              | Slavia Praga        | 9 - 1  | 0 - 0       |
| Barcellona      | 0 - 1              | Paris Saint-Germain | 0 - 0  | 0 - 1       |

### Semifinale
L'andata si è disputata il 24 aprile 2016, mentre il ritorno si è disputato il 1º e il 2 maggio 2016.
| Squadra 1       | Totale | Squadra 2           | Andata | Ritorno |
| --------------- | ------ | ------------------- | ------ | ------- |
| Olympique Lione | 8 - 0  | Paris Saint-Germain | 7 - 0  | 1 - 0   |
| Wolfsburg       | 4 - 1  | 1. FFC Francoforte  | 4 - 0  | 0 - 1   |

### Finale
| Arbitro: | Katalin Kulcsár |

|                                          |                      |                                              |
| Popp 88’                                 | Marcatori            | 12’ Hegerberg                                |
| Popp Kerschowski Peter Fischer Bussaglia | Tiri di rigore 3 – 4 | Hegerberg Schelin Renard Mbock Bathy Kumagai |

## Statistiche
Il titolo di capocannoniere del torneo è nuovamente concesso alla giocatrice con il maggior numero di gol segnati nella fase di qualificazione e in quella ad eliminazione diretta.

### Classifica marcatori
| Gol |  | Minuti giocati | Giocatore         | Squadra             |
| --- |  | -------------- | ----------------- | ------------------- |
| 13  |  | 681'           | Ada Hegerberg     | Olympique Lione     |
| 9   |  | 202'           | Ebere Orji        | Ferencváros         |
| 8   |  | 581'           | Jill Roord        | Twente              |
| 7   |  | 336'           | Uchechi Sunday    | Minsk               |
| 6   |  | 450'           | Aleksandra Sikora | Medyk Konin         |
| 6   |  | 633'           | Cristiane         | Paris Saint-Germain |
| 5   |  | 270'           | Jasna Djoković    | SFK 2000            |
| 5   |  | 487'           | Marta             | Rosengård           |
| 5   |  | 408'           | Sanna Saarinen    | PK-35 Vantaa        |
| 5   |  | 450'           | Poliana           | Stjarnan            |
| 5   |  | 601'           | Eugénie Le Sommer | Olympique Lione     |

Fonte: Sito UEFA Reti realizzate turno di qualificazione
Sito UEFA Reti realizzate turno a eliminazione diretta

### Classifica assist
| Assist | Minuti giocati | Giocatore             | Squadra         |
| ------ | -------------- | --------------------- | --------------- |
| 5      | 244'           | Kirsten van de Ven    | Rosengård       |
| 5      | 540'           | Kateřina Svitková     | Slavia Praga    |
| 4      | 336'           | Uchechi Sunday        | Minsk           |
| 4      | 450'           | Eleni Kakambouki      | PAOK Salonicco  |
| 4      | 450'           | Dimitra Panteliadou   | PAOK Salonicco  |
| 4      | 576'           | Renate Jansen         | Twente          |
| 4      | 579'           | Shanice van de Sanden | Twente          |
| 4      | 601'           | Eugénie Le Sommer     | Olympique Lione |
| 4      | 681'           | Ada Hegerberg         | Olympique Lione |
| 4      | 687'           | Louisa Nécib          | Olympique Lione |
| 4      | 696'           | Camille Abily         | Olympique Lione |

Fonte: Sito UEFA Assist realizzati turno di qualificazione
Sito UEFA Assist realizzati turno a eliminazione diretta